# District de Dailekh
Le district de Dailekh (en népalais : दैलेख जिल्ला) est l'un des 77 districts du Népal. Il est rattaché à la province de Karnali. La population du district s'élevait à 260 855 habitants en 2011.

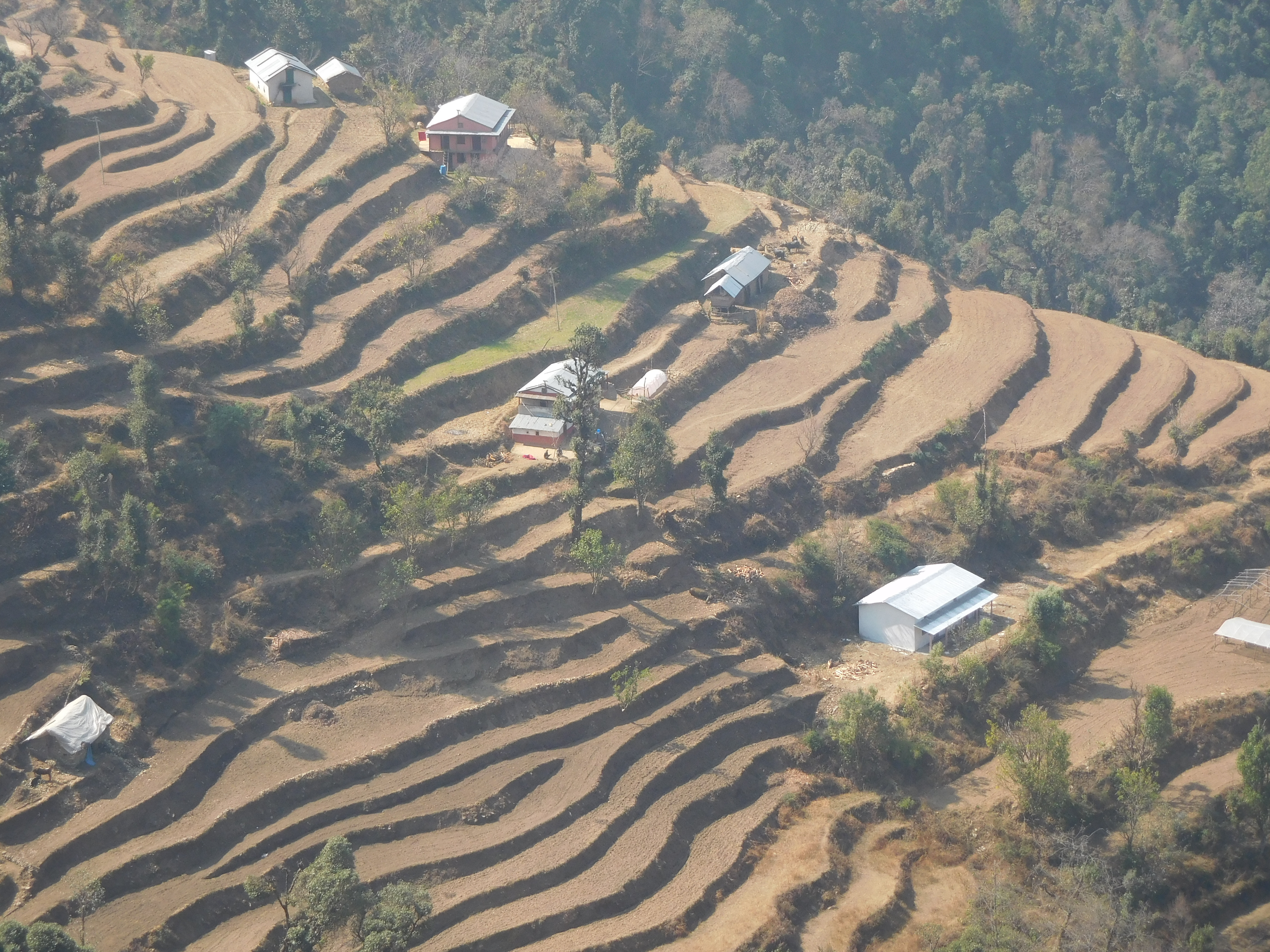
Vue des champs de Guranshe

## Histoire
Il faisait partie de la zone de Bheri et de la région de développement Moyen-Ouest jusqu'à la réorganisation administrative de 2015 où ces entités ont disparu.

## Subdivisions administratives
Le district de Dailekh est subdivisé en 11 unités de niveau inférieur dont 4 municipalités et 7 gaunpalikas ou municipalités rurales.
| #  | Nom                  | Nom en népalais | Type         | Population (2011) | Superficie (km2) |
| -- | -------------------- | --------------- | ------------ | ----------------- | ---------------- |
| 1  | Narayan              | नारायण            | municipalité | 27 037            | 110,63           |
| 2  | Dullu                | दुल्लु             | municipalité | 41 540            | 156,77           |
| 3  | Chamunda Bindrasaini | चामुण्डा विन्द्रासैनी     | municipalité | 26 149            | 90,6             |
| 4  | Aathabis             | आठबीस            | municipalité | 29 227            | 168              |
| 5  | Bhagwatimai          | भगवतीमाई          | gaunpalika   | 18 778            | 151,52           |
| 6  | Gurans               | गुराँस             | gaunpalika   | 22 033            | 164,79           |
| 7  | Dungeshwar           | डुंगेश्वर           | gaunpalika   | 15 883            | 105,19           |
| 8  | Naumule              | नौमुले             | gaunpalika   | 20 802            | 228,59           |
| 9  | Mahavu               | महावु             | gaunpalika   | 19 277            | 110,8            |
| 10 | Bhairavi             | भैरवी             | gaunpalika   | 21 233            | 110,46           |
| 11 | Thantikandh          | ठाँटीकाँध            | gaunpalika   | 18 896            | 88,22            |